# Ca dao em và tôi
"Ca dao em và tôi" là ca khúc mang âm hưởng dân ca Việt Nam, một trong những tác phẩm để đời của nhạc sĩ An Thuyên.

## Sáng tác
Nhạc sĩ An Thuyên mất 10 năm để hoàn thành ca khúc này, Năm 1988, Nhà hát Nhạc Vũ kịch mời ông viết vở nhạc kịch "Trương Chi" do nghệ sĩ Gia Hội đóng vai Trương Chi, NSƯT Thúy Hà đóng vai Mị Nương. Từ aria có tên "Aria Trương Chi" trong vở nhạc kịch này, An Thuyên đã tạo nên "Ca dao em và tôi".
Trong vở kịch, khi trở về bến sông, Trương Chi thốt lên "Cắt nửa vầng trăng", đây cũng chính là câu đầu tiên của Aria Trương Chi mà ông đã viết. Đến năm 1997, An Thuyên đã phát triển hoàn thiện cũng như lược bớt đi các yếu tố kỹ thuật để "Ca dao em và tôi" giản dị và dễ hiểu hơn. An Thuyên đã dành ra 4 tiếng đồng hồ để biên soạn bài hát này bằng phần mềm Encore mà hầu như không phải chỉnh sửa. Sau khi hoàn thiện ca khúc, nhạc sĩ An Thuyên đã mời ca sĩ Thanh Hoa hát thử, sau đó bà mượn ca khúc về nghiên cứu; một tuần sau Thanh Hoa gọi điện lại, xin phép được công bố bài hát trên Truyền hình trước, sau đó trao bài hát cho ai là quyền của nhạc sĩ An Thuyên.

## Công diễn
Được sự đồng ý của nhạc sĩ An Thuyên, ít ngày sau, Thanh Hoa đã biểu diễn ca khúc trong Liên hoan ca nhạc các nước Đông Nam Á.
Trong thời gian sống tại Hà Nội, ca sĩ Quang Linh thường đến Trường Nghệ thuật Quân đội để giao lưu, tại đây anh được nghe ca khúc này xin được phát hành thương mại, nhạc sĩ An Thuyên đã rất ấn tượng với giọng hát của Quang Linh. Ca dao em và tôi được Quang Linh phát hành và trở thành hiện tượng khi nhiều tuần liên đứng đầu bảng xếp hạng Làn Sóng Xanh, trước sự cạnh tranh của dòng nhạc trẻ đang rất thịnh hành bấy giờ. Năm 1998, MV của ca khúc được Kim Lợi Studio thực hiện cùng với đạo diễn Huỳnh Phúc Điền, ca sĩ Quang Linh thể hiện trong album kết hợp với ca sĩ Hà Phương.

## Các ca sĩ thể hiện
Ca khúc được nghệ sĩ Thanh Hoa biểu diễn đầu tiên, nhưng gắn liền với tên tuổi của ca sĩ Quang Linh từ chương trình Làn Sóng Xanh năm 1998. Sau này, "Ca dao em và tôi" được nhiều thế hệ ca sĩ thể hiện lại, nổi bật trong số này có: Thu Hiền, Trọng Tấn, Phạm Phương Thảo,...

## Phát hành

### Album nổi bật
- Phát hành lần đầu: Ca Dao Em Và Tôi (1998) album kết hợp của Quang Linh và Hà Phương, do Sai Gon Video và studio Kim Lợi phát hành.[6]
- Ca Dao Em Và Tôi (1999), album tuyển tập của Quang Linh và Yến Khoa, do studio Da Vàng phát hành.[7]
- 2005 - Thu Hiền - Chân Quê (Vol. 3) Hãng Phim Trẻ sản xuất[8]

### Biểu hiện đặc biệt
- Chương trình "Con đường âm nhạc” tháng 4 của VTV3 tri ân nhạc sĩ An Thuyên, với tên gọi "Ca dao em và tôi".[9]
- Liveshow tưởng niệm 1 năm ngày mất nhạc sĩ An Thuyên, ca sĩ Tấn Minh được gia đình nhạc sĩ chọn hát ca khúc này.[10]